# Kachnice kaštanová
Kachnice kaštanová (Oxyura jamaicensis) je malý druh ptáka z řádu vrubozobých.

## Externí odkazy

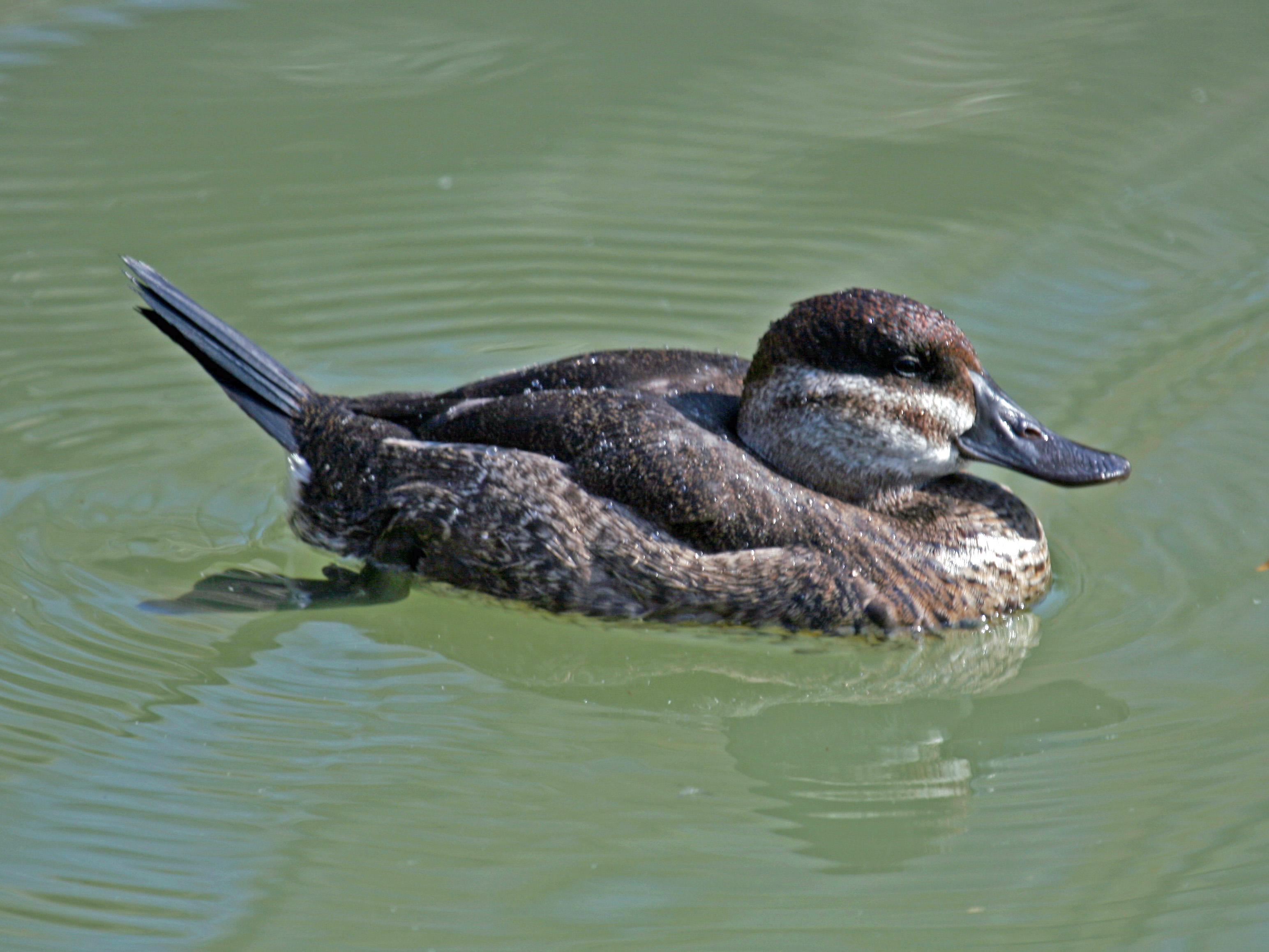
Kachnice kaštanová, samice

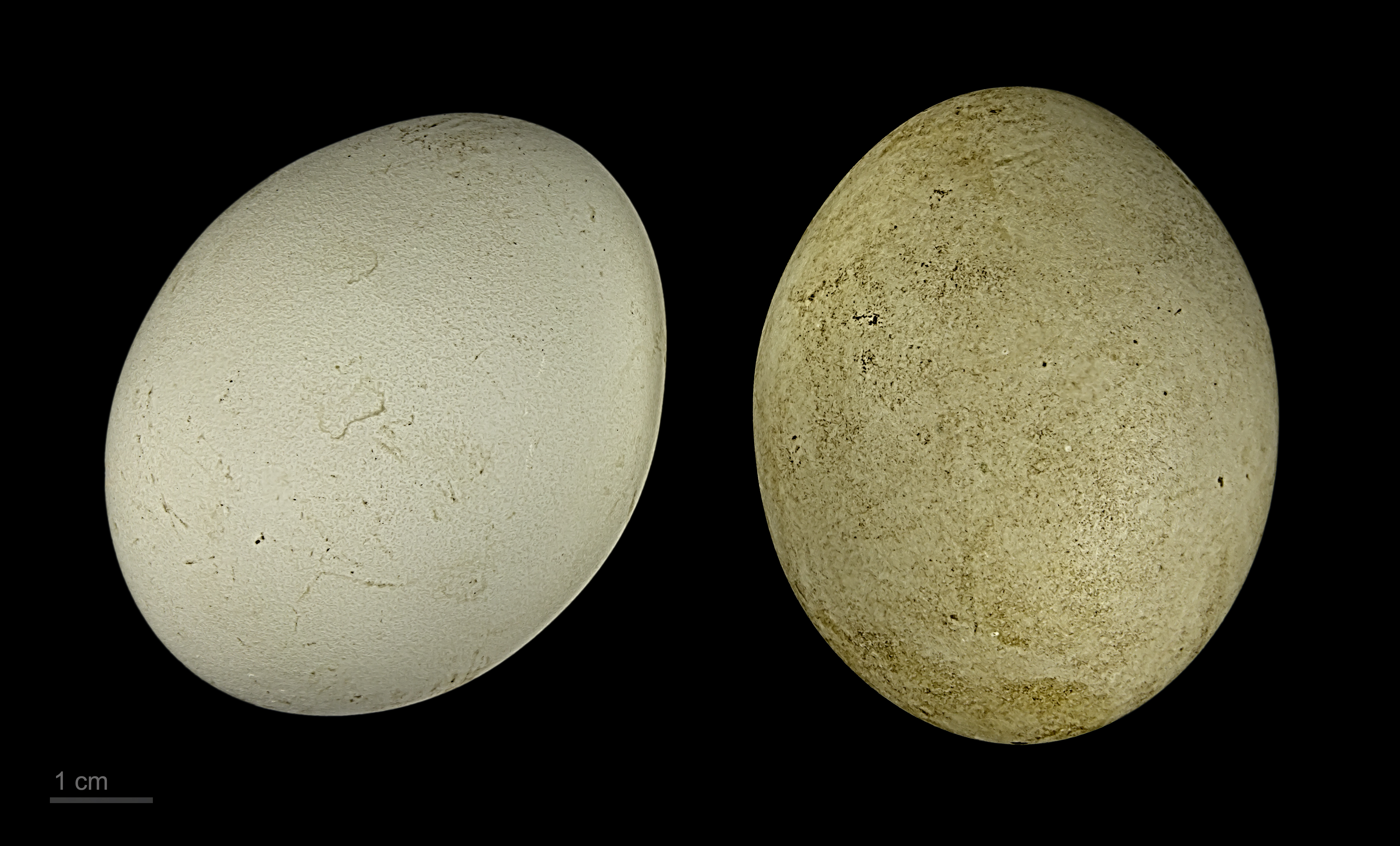
Oxyura jamaicensis

## Popis
Malá, kompaktní kachna (délka těla 35–43 cm), s velkou hlavou a tuhým, často vztyčeným ocasem. Samec je v létě převážně sytě kaštanově hnědý, s černým temenem a zadními částmi krku a bílými lícemi, bradou a spodními ocasními krovkami. V zimě se podobá samici, ale má stále bílé tváře (samice má hlavu matně tmavohnědou a špinavě bílou s rozpitým tmavým pruhem přes tváře). Žije v Severní Americe, v minulosti byla úspěšně introdukována do Velké Británie, odkud se rychle rozšířila do západní Evropy. Hnízdí na mělkých jezerech. Vzácně zaletuje i na území České republiky, kde byla zjištěna zatím 6x.